# Лугачка
Лугачка (Dipsacus) е род покритосеменни растения от семейство Бъзови. Родът включва около 15 вида високи тревисти двугодишни растения (рядко многогодишни растения ), достигащи между 1 и 2,5 м височина. Видовете лугачки са местни за Европа, Азия и Северна Африка.

## Етимология
Латинското името на рода (Dipsacus) произлиза от гръцката дума за жажда (dipsa) и се отнася до подобното на чаша образувание на растенията от този род на мястото, където приседналите листа се сливат в стъблото.

## Описание
Лугачките се разпознават лесно по бодливото им стъбло и листа и съцветията от лилави, тъмно розови, лавандулови или бели цветове, които образуват в края на стъблотата си. Съцветията е яйцевидни, 4 – 10 см дълги и 3 – 5 см широки, с бодливи прицветници. След като прецъфтят изсъхналата глава, която съдържа дребните (4 – 6 мм) семена зрее до средата на есента. При дъждовно време някои семена могат да покълнат, докато са все още в семенната глава.

## Видове
Някои видове лугачки са:
- Dipsacus ferox
- Dipsacus fullonum
- Dipsacus japonica
- Dipsacus laciniatus
- Dipsacus pilosus
- Dipsacus sativus
- Dipsacus strigosus
- и др.